# Stanislas Wawrinka
Stanislas "Stan" Wawrinka (Lausana, 28 de març de 1985) és un jugador professional de tennis suís. Els èxits més importants de la seva carrera són els títols de Grand Slam, l'Open d'Austràlia 2014, el Torneig de Roland Garros 2015 i el US Open 2016, i la medalla d'or olímpica de dobles masculins en els Jocs Olímpics de Pequín de 2008 juntament amb el seu amic i compatriota Roger Federer. Amb Federer i l'equip suís també es van imposar en la final de la Copa Davis 2014. El seu millor rànquing a nivell individual fou la tercera posició.
La seva pista preferida és la terra batuda i el seu millor cop el revés a una mà considerat un dels millors del circuit. Com a anècdota destaca que amb Marco Chiudinelli va disputar el partit de dobles més llarg de la història de la Copa Davis contra la República Txeca l'any 2013 (6 hores i 22 minuts), tanmateix no es van poder endur la victòria.
A mitjans de 2014 va demanar el canvi formal a la direcció del circuit ATP de canviar el seu nom pel seu hipocorístic Stan, de manera que en els quadres dels torneigs i en les conferències de premsa se l'havia d'anomenar per aquest nom en lloc de Stanislas.

## Biografia
Fill de Wolfram i Isabelle Wawrinka, pagès i educadora respectivament, vivien a Lausana en la granja del seu avi patern, qui s'establí a Suïssa fugint de Txecoslovàquia l'any 1946 a causa de la Segona Guerra Mundial. Tanmateix, el seu cognom té origen polonès. La granja es feia servir per ajudar a persones amb discapacitats intel·lectuals, amb depressió o amb addiccions a les drogues i l'alcohol. Wawrinka té un germà més gran, Jonathan, i dues germanes més petites, Djanaée and Naélla, tots lligats al món del tennis malgrat que cap és tennista professional.
Wawrinka resideix a Saint-Barthélemy, localitat que es troba a uns 20 quilòmetres al nord de Lausana, amb la seva muller, Ilham Vuilloud, exmodel i presentadora de televisió suïssa. Es van casar el 15 de desembre de 2009 i dos mesos després nasqué la seva primera filla, Alexia. A principis de 2011 es va filtrar a la premsa que la parella s'havia separat perquè Wawrinka es volia dedicar amb cos i ànima a la seva carrera tennística, però posteriorment es van reconciliar.
Té doble nacionalitat, suïssa i alemanya. En el braç esquerre té un tatuatge amb la cita anglesa de l'escriptor irlandès Samuel Beckett: "Ever tried. Ever failed. No matter. Try Again. Fail again. Fail better." (en català significa "Ho has intentat. Has fallat. Tant se val. Torna-ho a intentar. Falla un altre cop. Falla millor."). En el tors també té tatuat el nom i les empremtes de les mans de la seva filla.

## Torneigs de Grand Slam

### Individual: 4 (3−1)
| Resultat  | Núm. | Any  | Torneig          | Oponent en la final | Marcador              |
| --------- | ---- | ---- | ---------------- | ------------------- | --------------------- |
| Guanyador | 1.   | 2014 | Open d'Austràlia | Rafael Nadal        | 6−3, 6−2, 3−6, 6−3    |
| Guanyador | 2.   | 2015 | Roland Garros    | Novak Đoković       | 4−6, 6−4, 6−3, 6−4    |
| Guanyador | 3.   | 2016 | US Open          | Novak Đoković       | 6−7(1), 6−4, 7−5, 6−3 |
| Finalista | 1.   | 2017 | Roland Garros    | Rafael Nadal        | 2−6, 3−6, 1−6         |

## Jocs Olímpics

### Dobles
| Any  | Campionat                   | Parella       | Oponents                       | Resultat              |
| ---- | --------------------------- | ------------- | ------------------------------ | --------------------- |
| 2008 | Jocs Olímpics, Pequín, Xina | Roger Federer | Simon Aspelin Thomas Johansson | 6−3, 6−4, 6−7(4), 6−3 |

## Carrera esportiva
Wawrinka va esdevenir professional l'any 2002 amb disset anys, però no fou fins al 2006 que va començar a obtenir bons resultats. El primer títol el va aconseguir aquest mateix any a Umag derrotant a Novak Đoković en la final, que li va permetre estar entre els 30 millors tennistes del món.

### Primers títols i or olímpic (2008−2012)

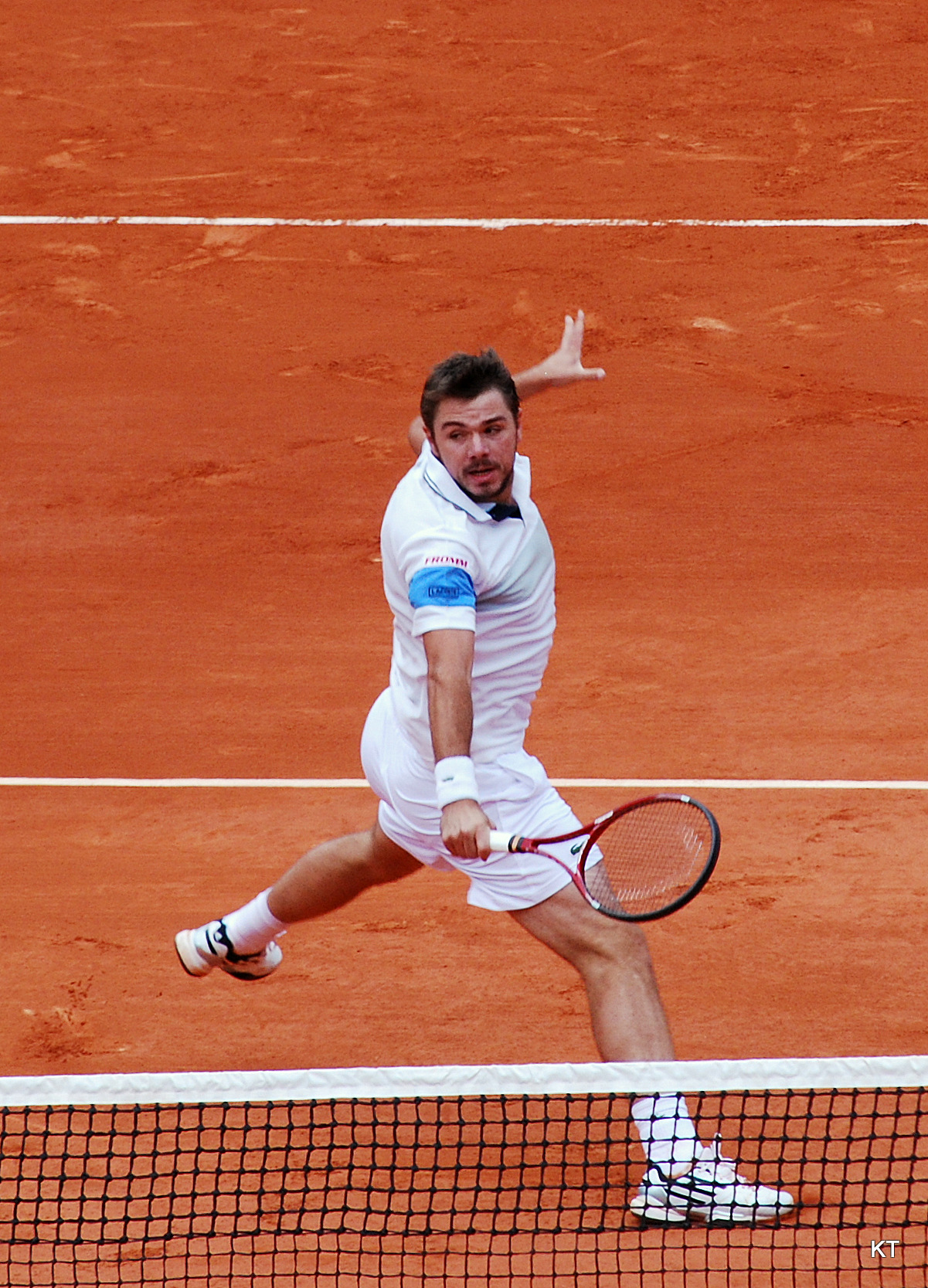
Wawrinka al Roland Garros (2011).

En el 2008 va disputar la final de Roma, primera final de categoria Masters, i malgrat que fou superat per Đoković, va escalar fins al Top 10 per primera vegada. A l'estiu va disputar els Jocs Olímpics de Pequín aconseguint la gran sorpresa en categoria de dobles masculins junt al seu compatriota Roger Federer, quan ni tan sols havia guanyat un títol de dobles en la seva carrera. La parella suïssa va avançar fins a les semifinals, on van superar els grans favorits, els germans estatunidencs Bob i Mike Bryan, i en la final van vèncer als suecs Simon Aspelin i Thomas Johansson, aconseguint la medalla d'or olímpica.
La temporada 2009 va passar sense pena ni glòria, ja que ni tan sols va disputar una final individual, i només una de dobles a Chennai. En canvi, en el 2010 va millorar sensiblement els resultats. A Chennai mateix va disputar la final però fou derrotat per Marin Cilic. Aquesta representava la cinquena derrota consecutiva en una final, però aquesta mala ratxa es va trencar a Casablanca amb la victòria davant Victor Hănescu. Com que els seus resultats no milloraven, a l'estiu va acabar la seva relació amb l'entrenador que tenia des de petit i va contractar Peter Lundgren. Ben aviat es van veure els resultats del nou entrenador, ja que per primera vegada a la seva carrera va arribar als quarts de final d'un Grand Slam, concretament al US Open.
El 2011 va començar de forma excel·lent classificant-se per la final de Chennai com l'any anterior, però en aquesta ocasió va derrotar a Xavier Malisse, aconseguint el tercer títol de la seva carrera. Va continuar el seu progrés classificant-se per primera vegada pels quarts de final de l'Open d'Austràlia, però allà va coincidir amb Federer que el va vèncer. En el Masters d'Indian Wells va disputar també la competició de dobles amb el mateix Federer, i junts van disputar la final però foren superats per Aleksandr Dolgopòlov i Malisse. Malauradament, després d'un bon inici de campanya, els resultats no van acompanyar la resta d'any, ja que va caure en les primeres rondes de la resta de grans torneigs. Com a conseqüència, al setembre va anunciar que despatxava Lundgren i va estar sense entrenador la resta d'any.
Novament va començar la temporada (2012) a Chennai però no va aconseguir defensar el títol. A l'Open d'Austràlia no va passar de tercera ronda i en els torneigs sobre terra batuda de primavera no va superar mai les semifinals. A Roland Garros va avançar fins a la quarta ronda i a Wimbledon va caure en primera ronda. A l'estiu es van disputar els Jocs Olímpics de Londres on Wawrinka fou el portador de la bandera en la cerimònia d'inauguració. En categoria individual fou derrotat pel campió final Andy Murray en primera ronda, mentre en dobles va repetir equip amb Federer per defensar la medalla d'or però en aquesta ocasió van caure en segona ronda. A continuació va classificar-se per les semifinals de Cincinnati però fou superat per Federer. En el US Open es va retirar en quarta ronda a causa d'una lesió.

### Top 5, Grand Slam i Copa Davis (2013−present)
2013
Va començar l'any 2013 amb el títol de dobles a Chennai fent parella amb Benoît Paire. A l'Open d'Austràlia va arribar a quarta ronda derrotat per Novak Đoković en un partit dramàtic a cinc sets i més de cinc hores de joc (12-10 en el darrer set). A continuació va disputar la primera ronda de la Copa Davis amb Suïssa contra la República Txeca. Fent parella amb Marco Chiudinelli va disputar el partit de dobles més llarg de l'Era Open superant les set hores de jocs i amb 46 jocs disputats en el cinquè set. Començant l'etapa sobre terra batuda de la temporada, Wawrinka es va classificar per una final individual dos anys després de l'anterior ocasió. Malauradament va perdre davant David Ferrer a Buenos Aires. Posteriorment va disputar la final d'Oeiras novament contra Ferrer, però en aquesta ocasió es va venjar derrotant-lo amb facilitat. A continuació també es va classificar per la final de Madrid però fou superat per Rafael Nadal. Amb aquests resultats va retornar al Top 10 del rànquing individual. Al Roland Garros es va classificar pels quarts de final per primera vegada però novament va coincidir amb Nadal que el va derrotar amb facilitat. Sobre gespa també va arribar a la final de 's-Hertogenbosch però va ser derrotat per Nicolas Mahut. Contràriament, a Wimbledon va caure en primera ronda contra Lleyton Hewitt. Demostrant la recuperació del seu millor joc, en el US Open es va classificar per les semifinals d'un Grand Slam per primera vegada en la seva carrera i va forçar els cinc sets a Đoković. Per acabar la temporada de punt d'inflexió en la seva carrera, Wawrinka va disputar l'ATP World Tour Finals per primera vegada, guanyant els partits contra Tomáš Berdych i Ferrer, i perdent contra Nadal. Aquests resultats li van permetre disputar les semifinals però Đoković el va tornar a guanyar. Va acabar la temporada en la vuitena posició del rànquing i un total de 51 victòries per 23 derrotes en el circuit.
2014

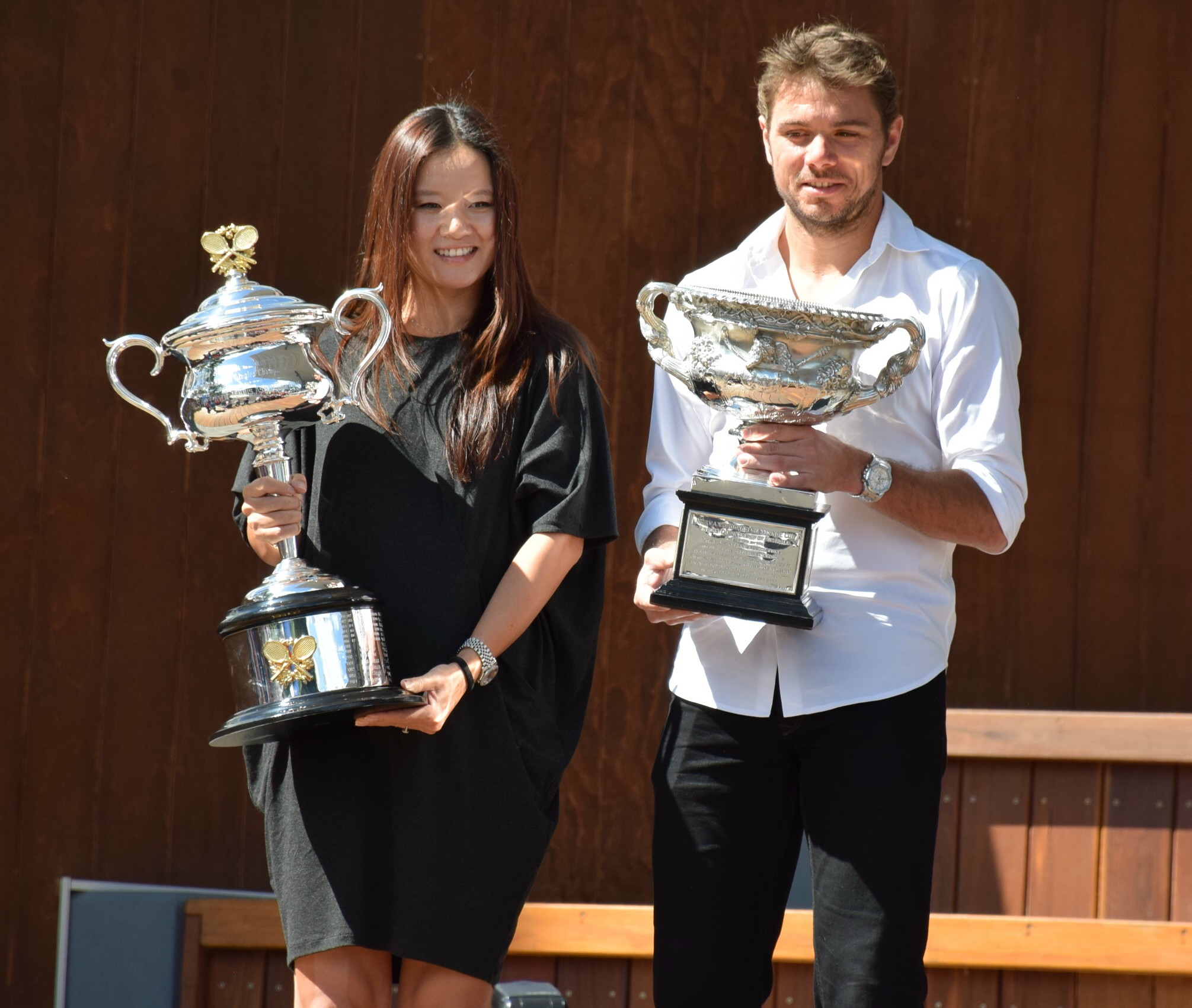
Li Na i Wawrinka amb els trofeus de l'Open d'Austràlia (2015).

L'inici de la temporada 2014 fou excel·lent, primer amb el títol a Chennai per segona ocasió i derrotant a Edouard Roger-Vasselin i després per aconseguir l'èxit individual més important de la seva carrera a l'Open d'Austràlia. En quarts de final va superar Novak Đoković en cinc sets trencant una ratxa de catorze derrotes consecutives contra el serbi, en semifinals es va desfer de Tomáš Berdych en quatre, i en la final va vèncer el número 1 del rànquing, Rafael Nadal en quatre sets, la primera vegada que el guanyava després de dotze enfrontaments (ni tan sols li havia guanyat un set). Aquesta era la segona ocasió des de 2005 que un tennista que no pertanyia al "Big Four" (Federer, Nadal, Đoković i Murray) guanyava un títol de Grand Slam, esdevenia el primer tennista a guanyar els dos primers caps de sèrie en un Grand Slam des de Sergi Bruguera l'any 1993, i el primer tennista que guanyava Nadal i Đoković en un mateix Grand Slam. Amb aquest títol va escalar fins al número 3 del rànquing individual, fins i tot superant al seu compatriota Roger Federer. Després de jugar la primera ronda de la Copa Davis superant a Sèrbia, va tornar a jugar a Indian Wells i a Miami, on fou derrotat en quarta ronda en ambdós torneigs. Seguidament superar els quarts de final de la Copa Davis contra Kazakhstan. A Montecarlo es va classificar per la final d'un Masters per tercera vegada i en aquesta ocasió davant Federer, primera final entre dos tennistes suïssos des del 2000. Aconseguí vèncer al seu compatriota en tres sets, guanyant també el primer títol Masters de la seva carrera. El seu magnífic inici de temporada es va tallar aquí, ja que a continuació va caure en segona ronda de Madrid, en tercera a Roma i en primera al Roland Garros. Sobre gespa va recuperar el bon rendiment arribant a semifinals de Londres i a continuació, va arribar a quarts de final de Wimbledon per primera vegada a la seva carrera, però fou derrotat per Federer en quatre sets. A Toronto i a Cincinnati va caure en tercera ronda i quarts de final respectivament. En el US Open també va arribar a quarts de final vençut per Kei Nishikori en quatre sets. A continuació van superar les semifinals de la Copa Davis davant Itàlia classificant-se per la final. En els següents torneigs va tenir un rendiment molt baix sent eliminat en primera ronda a Tòquio, en segona de Xangai, en primera de Basilea i en tercera de París. El darrer torneig de l'any fou l'ATP World Tour Finals, on va guanyar a Berdych i Marin Cilic però va perdre amb Đoković, resultats que li van permetre avançar fins a les semifinals. Allà va tornar a coincidir novament amb Federer i va acabar perdent en un partit duríssim i polèmic. Per una banda, Federer va acabar lesionat i ni tan sols va disputar la final, i per altra banda, es va filtrar que ambdós tennistes havien discutit després del partit en els vestidors a causa de la dona de Federer perquè l'havia insultat durant el partit. Ambdós fets posaven en perill la final de la Copa Davis que havien de disputar junts una setmana després contra França. Quan es van tornar a trobar en la convocatòria de la Copa Davis van arreglar les seves diferències però Federer encara patia dolors físics. En la final van derrotar a França per 3 a 1 amb una victòria individual per cada un i la victòria en el doble conjuntament. Va acabar l'any amb 39 victòries per 17 derrotes, tres títols individuals (primer Grand Slams i primer Masters de la seva carrera) i la Copa Davis, i en la quarta posició del rànquing individual.
2015

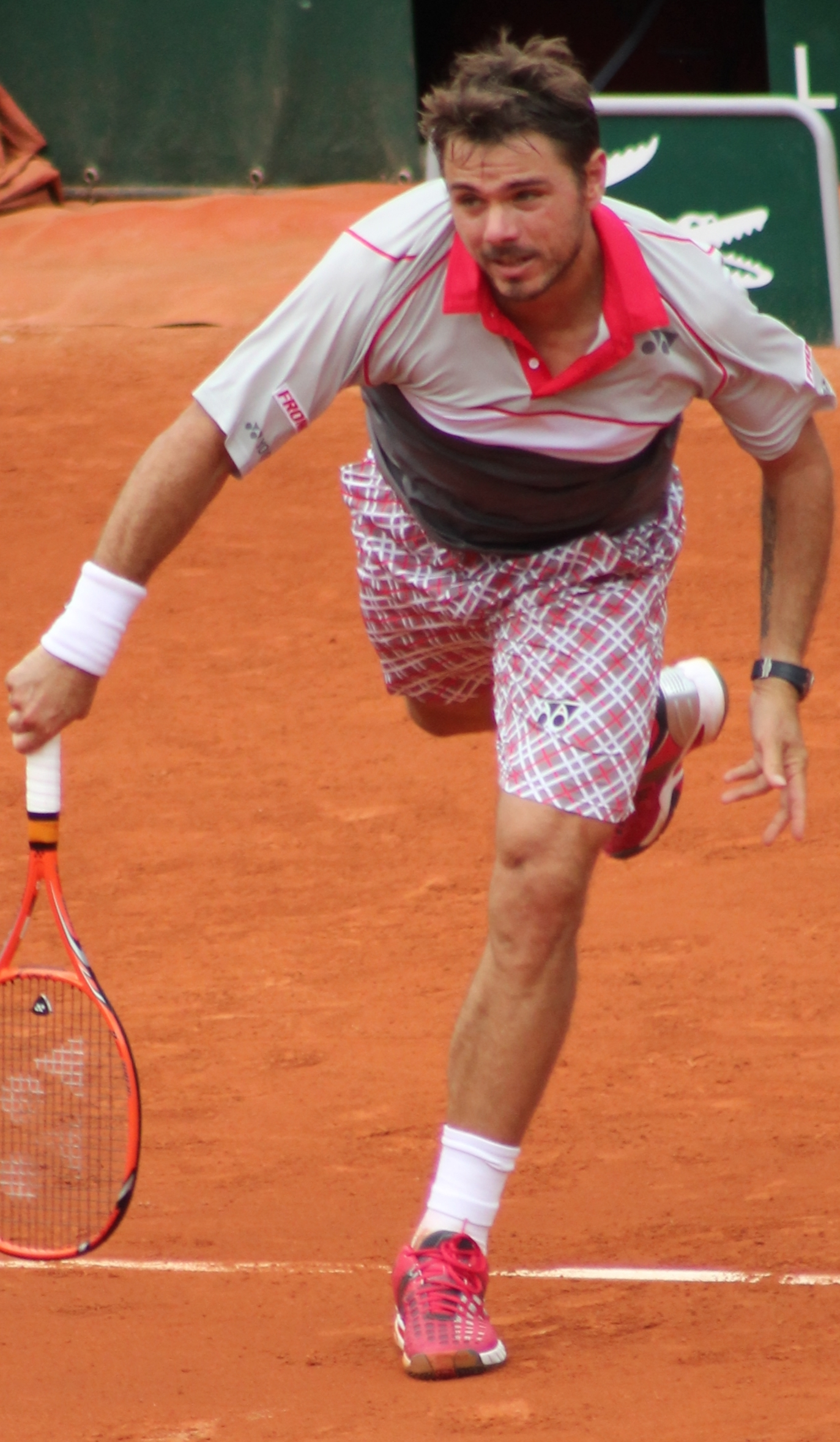
Wawrinka al Roland Garros (2015).

Com era habitual en ell, va començar la temporada a Chennai i aconseguint el títol per tercera vegada, aquest cop davant Aljaž Bedene. En l'Open d'Austràlia, on defensava corona, va arribar a semifinals fins a ser derrotat per Novak Đoković, autèntic dominador del torneig en aquesta època. Degut a aquesta derrota va caure de la quarta a la novena posició del rànquing. Igualment aconseguí un bon resultat a Rotterdam on s'imposà a Tomáš Berdych en la final. Malauradament no va tenir continuïtat i va caure en quarts de final de Marsella, en el primer partit d'Indian Wells i en tercera ronda a Miami enfront tennistes de pitjor rànquing. Ja en terra batuda no va aconseguir defensar el títol de Montecarlo sent derrotat en tercera ronda, i també en tercera ronda a Madrid, ambdós derrotes contra Grigor Dimitrov. A Roma va refer-se una mica arribant a semifinals fins que va ser superat per Roger Federer. Tot i els resultats força mediocres en terra batuda d'aquesta temporada, Wawrinka es va plantar a la final de Roland Garros després de superar Federer en quarts de final i a Jo-Wilfried Tsonga en semifinals. Era la primera vegada que derrotava al seu compatriota Federer en un Grand Slam. En la final es va enfrontar a Đoković, que lluitava per completar el Grand Slam, ja que era l'únic torneig de Grand Slam que li mancava al seu palmarès. Wawrinka va vèncer al serbi en quatre sets adjudicant-se el segon títol de Grand Slam en dues finals disputades. D'aquesta manera també era el primer tennista que guanyava el Roland Garros en categoria júnior i sènior des de Mats Wilander l'any 1988.
A continuació fou eliminat al primer partit de Queen's Club i llavors va arribar a quarts de final de Wimbledon, el seu millor resultat en aquest torneig. Ja a l'estiu es va retirar en segona ronda de Mont-real després de patir una lesió i una controvèrsia amb Nick Kyrgios a causa d'uns comentaris de l'australià. En el US Open va arribar a semifinals on va ser derrotat per Federer. Després de jugar amb l'equip suís de Copa Davis per superar l'equip neerlandès i mantenir-se al grup mundial. A l'octubre va disputar el torneig de Tòquio on es va imposar a la final enfront Benoît Paire, aconseguint el quart títol de la temporada. En els darrers dos Masters de l'any fou vençut per Rafael Nadal en quarts de final de Xangai, i fou semifinalista a París superat per Đoković. En l'ATP World Tour Finals va perdre amb Nadal però va guanyar a David Ferrer i Andy Murray, victòries que li van permetre classificar-se per semifinals, on fou derrotat per Federer. Va acabar la temporada amb 55 victòries per 18 derrotes, aconseguint quatre títols destacant un Grand Slam, i sent el quart classificat en el rànquing individual.

## Palmarès

### Individual: 31 (16−15)
| Llegenda (pre/post 2009)                                 |
| -------------------------------------------------------- |
| Grand Slams (3−1)                                        |
| Tennis Masters Cup / ATP Finals (0−0)                    |
| ATP Masters Series / ATP World Tour Masters 1000 (1−3)   |
| ATP International Series Gold / ATP World Tour 500 (3−3) |
| ATP International Series / ATP World Tour 250 (9−8)      |

| Títols per superfície |
| --------------------- |
| Dura (9−7)            |
| Gespa (0−1)           |
| Terra batuda (7−7)    |

| Resultat  | Núm. | Data                   | Torneig                         | Superfície   | Oponent                | Marcador              |
| --------- | ---- | ---------------------- | ------------------------------- | ------------ | ---------------------- | --------------------- |
| Finalista | 1.   | 4 de juliol de 2005    | Gstaad, Suïssa                  | Terra batuda | Gastón Gaudio          | 4−6, 4−6              |
| Guanyador | 1.   | 24 de juliol de 2006   | Umag, Croàcia                   | Terra batuda | Novak Đoković          | 6−6(1−3) i retirada   |
| Finalista | 2.   | 22 de juliol de 2007   | Stuttgart, Alemanya             | Terra batuda | Rafael Nadal           | 4−6, 5−7              |
| Finalista | 3.   | 14 d'octubre de 2007   | Viena, Àustria                  | Dura (i)     | Novak Đoković          | 4−6, 0−6              |
| Finalista | 4.   | 5 de gener de 2008     | Doha, Qatar                     | Dura         | Andy Murray            | 4−6, 6−4, 2−6         |
| Finalista | 5.   | 11 de maig de 2008     | Roma, Itàlia                    | Terra batuda | Novak Đoković          | 6−4, 3−6, 3−6         |
| Finalista | 6.   | 4 de gener de 2010     | Chennai, Índia                  | Dura         | Marin Čilić            | 6−7(2), 6−7(3)        |
| Guanyador | 2.   | 11 d'abril de 2010     | Casablanca, Marroc              | Terra batuda | Victor Hănescu         | 6−2, 6−3              |
| Guanyador | 3.   | 9 de gener de 2011     | Chennai                         | Dura         | Xavier Malisse         | 7−5, 4−6, 6−1         |
| Finalista | 7.   | 24 de febrer de 2013   | Buenos Aires, Argentina         | Terra batuda | David Ferrer           | 4−6, 6−3, 1−6         |
| Guanyador | 4.   | 5 de maig de 2013      | Oeiras, Portugal                | Terra batuda | David Ferrer           | 6−1, 6−4              |
| Finalista | 8.   | 12 de maig de 2013     | Madrid, Espanya                 | Terra batuda | Rafael Nadal           | 2−6, 4−6              |
| Finalista | 9.   | 22 de juny de 2013     | 's-Hertogenbosch, Països Baixos | Gespa        | Nicolas Mahut          | 3−6, 4−6              |
| Guanyador | 5.   | 5 de gener de 2014     | Chennai (2)                     | Dura         | Édouard Roger-Vasselin | 7−5, 6−2              |
| Guanyador | 6.   | 26 de gener de 2014    | Open d'Austràlia, Austràlia     | Dura         | Rafael Nadal           | 6−3, 6−2, 3−6, 6−3    |
| Guanyador | 7.   | 20 d'abril de 2015     | Montecarlo, Mònaco              | Terra batuda | Roger Federer          | 4−6, 7−6(5), 6−2      |
| Guanyador | 8.   | 11 de gener de 2015    | Chennai (3)                     | Dura         | Aljaž Bedene           | 6−3, 6−4              |
| Guanyador | 9.   | 15 de febrer de 2015   | Rotterdam, Països Baixos        | Dura (i)     | Tomáš Berdych          | 4−6, 6−3, 6−4         |
| Guanyador | 10.  | 7 de juny de 2015      | Roland Garros, França           | Terra batuda | Novak Đoković          | 4−6, 6−4, 6−3, 6−4    |
| Guanyador | 11.  | 11 d'octubre de 2015   | Tòquio, Japó                    | Dura         | Benoît Paire           | 6−2, 6−4              |
| Guanyador | 12.  | 10 de gener de 2016    | Chennai (4)                     | Dura         | Borna Ćorić            | 6−3, 7−5              |
| Guanyador | 13.  | 27 de febrer de 2016   | Dubai, Emirats Àrabs Units      | Dura         | Markos Bagdatís        | 6−3, 6−3              |
| Guanyador | 14.  | 21 de maig de 2016     | Ginebra, Suïssa                 | Terra batuda | Marin Čilić            | 6−4, 7−6(11)          |
| Guanyador | 15.  | 11 de setembre de 2016 | US Open, Estats Units           | Dura         | Novak Đoković          | 6−7(1), 6−4, 7−5, 6−3 |
| Finalista | 10.  | 25 de setembre de 2016 | Sant Petersburg, Rússia         | Dura         | Alexander Zverev       | 2−6, 6−3, 5−7         |
| Finalista | 11.  | 19 de març de 2017     | Indian Wells, Estats Units      | Dura         | Roger Federer          | 4−6, 5−7              |
| Guanyador | 16.  | 27 de maig de 2017     | Ginebra (2)                     | Terra batuda | Mischa Zverev          | 4−6, 6−3, 6−3         |
| Finalista | 12.  | 11 de juny de 2017     | Roland Garros                   | Terra batuda | Rafael Nadal           | 2−6, 3−6, 1−6         |
| Finalista | 13.  | 17 de febrer de 2019   | Rotterdam                       | Dura (i)     | Gaël Monfils           | 3−6, 6−1, 2−6         |
| Finalista | 14.  | 20 d'octubre de 2019   | Anvers, Bèlgica                 | Dura (i)     | Andy Murray            | 6−3, 4−6, 4−6         |
| Finalista | 15.  | 30 de juliol de 2023   | Umag                            | Terra batuda | Alexei Popyrin         | 7−6(5), 3−6, 4−6      |

### Dobles masculins: 7 (3−4)
| Llegenda (pre/post 2009)                                 |
| -------------------------------------------------------- |
| Grand Slams (0−0)                                        |
| Jocs Olímpics Or (1)                                     |
| Tennis Masters Cup / ATP Finals (0−0)                    |
| ATP Masters Series / ATP World Tour Masters 1000 (0−1)   |
| ATP International Series Gold / ATP World Tour 500 (0−0) |
| ATP International Series / ATP World Tour 250 (2−3)      |

| Títols per superfície |
| --------------------- |
| Dura (2−2)            |
| Gespa (0−0)           |
| Terra batuda (1−2)    |

| Resultat  | Núm. | Data                 | Torneig                     | Superfície   | Parella              | Oponents                            | Marcador              |
| --------- | ---- | -------------------- | --------------------------- | ------------ | -------------------- | ----------------------------------- | --------------------- |
| Finalista | 1.   | 11 de juliol de 2004 | Gstaad, Suïssa              | Terra batuda | Marc Rosset          | Leander Paes David Rikl             | 4−6, 2−6              |
| Finalista | 2.   | 7 de juliol de 2008  | Gstaad (2)                  | Terra batuda | Stéphane Bohli       | Jaroslav Levinský Filip Polášek     | 6−3, 2−6, [9−11]      |
| Guanyador | 1.   | 16 d'agost de 2008   | Jocs Olímpics, Pequín, Xina | Dura         | Roger Federer        | Simon Aspelin Thomas Johansson      | 6−3, 6−4, 6−7(4), 6−3 |
| Finalista | 3.   | 11 de gener de 2009  | Chennai, Índia              | Dura         | Jean-Claude Scherrer | Eric Butorac Rajeev Ram             | 3−6, 4−6              |
| Finalista | 4.   | 19 de març de 2011   | Indian Wells, Estats Units  | Dura         | Roger Federer        | Aleksandr Dolhopòlov Xavier Malisse | 4−6, 7−6(5), [7−10]   |
| Guanyador | 2.   | 6 de gener de 2013   | Chennai                     | Dura         | Benoît Paire         | Andre Begemann Martin Emmrich       | 6−2, 6−1              |
| Guanyador | 3.   | 23 de juliol de 2023 | Gstaad                      | Terra batuda | Dominic Stricker     | Marcelo Demoliner Matwé Middelkoop  | 7−6(8), 6−2           |

### Equips: 1 (1−0)
| Resultat  | Núm. | Data                      | Torneig                   | Superfície       | Parella                                        | Oponents en la final                                             | Marcador |
| --------- | ---- | ------------------------- | ------------------------- | ---------------- | ---------------------------------------------- | ---------------------------------------------------------------- | -------- |
| Guanyador | 1.   | 21-23 de novembre de 2014 | Copa Davis, Lilla, França | Terra batuda (i) | Marco Chiudinelli Roger Federer Michael Lammer | Julien Benneteau Richard Gasquet Gaël Monfils Jo-Wilfried Tsonga | 3−1      |

## Trajectòria

### Individual
| Torneig | 2004 | 2005        | 2006        | 2007        | 2008  | 2009        | 2010        | 2011        | 2012  | 2013        | 2014        | 2015        | 2016  | 2017        | 2018        | 2019        | 2020        | 2021 | 2022 | 2023 | 2024 | Títols    | V − D     |
| --- | ---- | ----------- | ----------- | ----------- | ----- | ----------- | ----------- | ----------- | ----- | ----------- | ----------- | ----------- | ----- | ----------- | ----------- | ----------- | ----------- | ---- | ---- | ---- | ---- | --------- | --------- |
| Open d'Austràlia | Q1   | Q2          | 2R          | 3R          | 2R    | 3R          | 3R          | QF          | 3R    | 4R          | G           | SF          | 4R    | SF          | 2R          | 2R          | QF          | 2R   | A    | 1R   | 1R   | 1 / 18    | 43 – 17   |
| Roland Garros | Q1   | 3R          | 1R          | 2R          | 3R    | 3R          | 4R          | 4R          | 4R    | QF          | 1R          | G           | SF    | F           | 1R          | QF          | 3R          | A    | 1R   | 2R   |      | 1 / 18    | 45 – 17   |
| Wimbledon | A    | 1R          | 3R          | 1R          | 4R    | 4R          | 1R          | 2R          | 1R    | 1R          | QF          | QF          | 2R    | 1R          | 2R          | 2R          | NC          | A    | 1R   | 3R   |      | 0 / 17    | 22 – 17   |
| US Open | Q2   | 3R          | 3R          | 4R          | 4R    | 1R          | QF          | 2R          | 4R    | SF          | QF          | SF          | G     | A           | 3R          | QF          | A           | A    | 1R   | 3R   |      | 1 / 16    | 46 – 15   |
| Jocs Olímpics | A    | No celebrat | No celebrat | No celebrat | 2R    | No celebrat | No celebrat | No celebrat | 1R    | No celebrat | No celebrat | No celebrat | A     | No celebrat | No celebrat | No celebrat | No celebrat | A    | NC   | NC   |      | 0 / 2     | 1 – 2     |
| ATP World Tour Finals | A    | A           | A           | A           | A     | A           | A           | A           | A     | SF          | SF          | SF          | RR    | A           | A           | A           | A           | A    | A    |      |      | 0 / 4     | 7 – 8     |
| Total Victòries−Derrotes                                                                                                   | 0−7  | 16−16       | 33−24       | 21−24       | 38−21 | 31−20       | 36−19       | 35−20       | 35−20 | 51−23       | 39−17       | 55−18       | 46−18 | 26−11       | 17−17       | 33−19       | 15−8        | 3−3  | 8−14 |      |      | 547 – 328 | 547 – 328 |
| Rànquing a final d'any | 168  | 54          | 30          | 36          | 13    | 21          | 21          | 17          | 17    | 8           | 4           | 4           | 4     | 9           | 66          | 16          | 18          | 82   | 151  |      |      |           |           |
| Llegenda: G: Guanyador; F: Finalista; SF: Semifinalista; QF: Quarts de final; Q: Qualificació; A: Absent; RR: Round Robin; |      |             |             |             |       |             |             |             |       |             |             |             |       |             |             |             |             |      |      |      |      |           |           |

## Guardons
- Swiss Team of the Year (2008 amb Roger Federer, 2014 amb Federer, Marco Chiudinelli, Michael Lammer, Severin Lüthi)
- Davis Cup Most Valuable Player (amb Roger Federer)